# 里莫涅
里莫涅（法語：Rimogne，法語發音：[ʁimɔɲ]）是法国大東部大區阿登省的一个市镇，属于沙勒维尔-梅济耶尔区。

## 地理
里莫涅（49°50'25"N, 4°32'21"E）面积3.77 平方千米，位于法国大東部大區阿登省，该省份为法国北部内陆省份，西接埃纳省，南至马恩省，东临默兹省，北与比利时接壤。
与里莫涅接壤的市镇（或旧市镇、城区）包括：索尔莫讷河畔沙特莱、阿尔西、米尔坦和博尼。

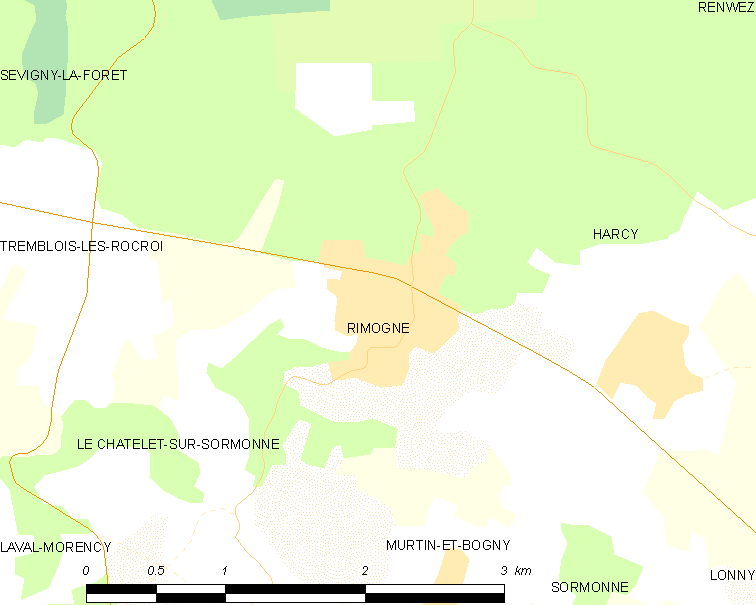
里莫涅的OSM定位图

里莫涅的时区为UTC+01:00、UTC+02:00（夏令时）。

## 行政
里莫涅的邮政编码为08150，INSEE市镇编码为08365。

## 政治
里莫涅所属的省级选区为罗克鲁瓦县。

## 人口

1962-2008年间里莫涅人口变化图示

里莫涅于2022年1月1日时的人口数量为1328人。